# Distretto di Gomoa Est
Il Distretto di Gomoa Est è uno dei 22 distretti amministrativi della Regione Centrale del Ghana. Il suo capoluogo è Potsin.
Secondo il censimento del 2021, il distretto aveva 308 697 abitanti.

## Storia
Il distretto è stato istituito nel 2008, dopo la soppressione del Distretto di Gomoa ed è diventato operativo il 16 giugno 2008.